# 巨灵 (中国传说)
巨灵，是中国传说。

## 《汉武故事》
一说是身高五寸的小人，记载于《古小说钩沈》辑《汉武故事》从此故事记载，和巨灵神劈华山的故事结合，后来有了二郎神与沉香劈山救母的传说。

## 《汉洞冥记》
另说是化成青雀的女子，记载于汉武帝《汉洞冥记》 卷四写“巨灵”出入青唾壶,或受古印度《旧杂譬喻经》中记梵志吐壶,壶中有女人的影响。

## 参看
中国妖怪列表